# John Feskens
John Feskens (* 3. November 1965 in Nijmegen) ist ein ehemaliger niederländischer Fußballspieler und aktueller -trainer. Seit Sommer 2010 steht er beim niederländischen Erstligisten Willem II Tilburg in der Position als Co-Trainer unter Vertrag.

## Spielerkarriere
Feskens begann seine Profikarriere 1982 beim damaligen niederländischen Erstligisten Willem II Tilburg. Nach seiner zweiten Spielzeit mit Tilburg stieg der Klub in die Eerste Divisie ab. 1986/87 schaffte der Verein als Tabellenzweiter den Aufstieg zurück ins Oberhaus. Dort erspielte sich das Team Rang vier, bis dahin die beste Platzierung der Vereinsgeschichte durch Willem II, die erst 1998/99, dann schon ohne Feskens, nochmal verbessert wurde. Nach fünfzehn Jahren bei den Rot-Weiß-Blauen verließ der Mittelfeldspieler Tilburg und unterzeichnete bei Ligakonkurrent NAC Breda. Nach deren Abstieg 1998/99 verließ er den Klub nach nur zwei Jahren und schloss sich Excelsior Rotterdam an, die zu diesem Zeitpunkt zweitklassig waren. In Rotterdam spielte Feskens noch bis 2002, ehe er seine aktive Karriere beendete. In seinem letzten Jahr schaffte er nochmals den Aufstieg in die Eredivisie. 
Mit insgesamt 483 Pflichtspielen für Willem II Tilburg hält Feskens den Klubrekord. In Tilburg wird er von den Fans auch als „Mister Willem II“ bezeichnet.

## Trainerkarriere
Nach seiner aktiven Laufbahn wurde Feskens Trainer. 2002 wurde er in den Trainerstab des RKC Waalwijk aufgenommen, wo er Jugendmannschaften betreute. Ab Januar 2006 betreute er die Reservemannschaft des Klubs. Im April 2010 kehrte Feskens wieder zu seinem alten Klub Willem II zurück, wo er fortan den Posten als Co-Trainer einnahm. In dieser Position arbeitete er bereits unter seinen früheren Trainer Theo de Jong und seit Sommer 2010 unter Gert Heerkes. Mit de Jong wehrte man 2009/10 knapp den Abstieg in die Eerste Divisie ab und sicherte sich den Klassenerhalt in der Relegation.

## Erfolge
- Aufstieg in die Eredivisie mit Willem II Tilburg: 1987
- Aufstieg in die Eredivisie mit Excelsior Rotterdam: 2002